# 1800年哲學
1800年哲學事件  

## 著作
- 埃德蒙·伯克 《思考和細節上的稀缺性（英语：Thoughts and Details on Scarcity）》
- 約翰·戈特利布·費希特 《人的召命（英语：The Vocation of Man）》
- 伊麗莎白·漢密爾頓（英语：Elizabeth Hamilton (writer)） 虛構小說《現代哲學家的回憶錄（英语：Memoirs of Modern Philosophers）》
- 伊曼努尔·康德 《逻辑学讲义》（德語：Logik） 高特罗波·本杰明·嘉思克（Gottlob Benjamin Jäsche)由学生聽講整理的書
- 弗里德里希·谢林 《超現實主義理論體系（英语：System of Transcendental Idealism）》

## 出生
- 3月5日 – 喬治·弗里德里希·杜默（英语：Georg Friedrich Daumer），德國哲學家，死於1875年。
- 3月18日 – 弗朗西斯·利伯，德國美國律師和哲學家，死於1872年。

## 死亡
- 11月22日 – 所羅門·邁蒙，德國哲學家，生於1753年。